# João César Monteiro
João César Monteiro Santos (Figueira da Foz, São Julião da Figueira da Foz, 2 de febrer de 1939 — Lisboa, 3 de febrer de 2003) va ser un cineasta portuguès. Va formar part del grup de joves directors que es van embarcar en el moviment Novo Cinema. Irreverent i imprevisible, es va fer notar com a crític de cinema mordaç als anys seixanta.
Va continuar la tradició iniciada per Manoel de Oliveira (Acto da Primavera) introduint el concepte d'antropologia visual — Veredas i  Silvestre —, una tradició àmpliament explorada al documental per altres cineastes portuguesos com António Campos, António Reis, Ricardo Costa, Noémia Delgado o, més endavant i en un altre registre, Pedro Costa.
Segueix una ruta original que facilita el reconeixement internacional. Diverses de les seves obres estan representades i premiades en festivals internacionals com el Festival de Canes i la Mostra de Venècia (Lleó d'Argent: Recordações da Casa Amarela).

## Biografia
D'una família rural de la burgesia, anticlerical i antisalazarista, als 15 anys João César Monteiro es va traslladar a Lisboa (la «capital de l'Imperi”, com li agradava anomenar-la) per continuar els seus estudis de batxillerat. Fou expulsat del Colégio Moderno, suposadament per contraure una malaltia venèria.: És un dels pocs cineastes associats al moviment Nou Cinema que no cursa estudis universitaris. Per cert, el seu alter-ego a la pel·lícula Fragmentos de um Filme Esmola (1973), s'explica així: «L'escola és el lavabo cultural de l'opressor».
Després de treballar per al productor Castello Lopes, es va convertir en assistent de direcció de Perdigão Queiroga quan va rodar la pel·lícula O Milionário (1962). El 1963, gràcies a una beca de la Fundació Calouste Gulbenkian, va anar a la Gran Bretanya per estudiar a la London School of Film Technique. De tornada a Portugal, l'any 1965, va començar a rodar el que seria el seu primer treball Quem espera por sapatos de defunto morre descalço. La pel·lícula només s'acabarà cinc anys després, com a mitjà de durada.
La seva obra, polèmica i difícil de classificar, es caracteritza pel lirisme, en forma de pel·lícula-poemes. La seva vena satírica com a director ha estat objecte d'estudi de crítics i acadèmics portuguesos i estrangers. João César Monteiro, que té seriosos detractors, és conegut com un dels directors portuguesos més importants.
No obstant això, va ser un dels directors que va aconseguir més reconeixement internacional: va ser premiat dues vegades al Festival de Venècia, la primera vegada amb el Lleó de Plata, per Recordações da Casa Amarela, el 1989, i la segona vegada amb el Gran Premi del Jurat, per A Comédia de Deus, el 1995.
Va protagonitzar la polèmica més gran del cinema nacional, l'any 2000, amb Branca de Neve.
La seva darrera pel·lícula, estrenada l'any 2003, es titula Vai e Vem.
Va morir de càncer de pulmó l'any 2003.

## Homenatges
L'any 2005, un carrer d'Azinhaga da Salgada, a Lisboa, va rebre el seu nom.

## Filmografia

### Llargmetratges
- Fragmentos de um Filme Esmola (A Sagrada Família - 1972)
- Que Farei Eu com Esta Espada? (1975)
- Veredas (1978)
- Silvestre (1982)
- À Flor do Mar (1986)
- Recordações da Casa Amarela (1989)
- O Último Mergulho (1992)
- A Comédia de Deus (1995)
- A Bacia de John Wayne (1997)
- As Bodas de Deus (1999)
- Branca de Neve (2000)
- Vai e Vem (2003)

### Curtmetratges i migmetratgess
- Quem Espera por Sapatos de Defunto Morre Descalço (1971)
- Sophia de Mello Breyner Andresen (1972)
- Amor de Mãe (1975)
- O Amor das Três Romãs (1979)
- Os Dois Soldados (1979)
- O Rico e o Pobre (1979)
- O Bestiário (1995)
- Lettera Amorosa (1995)
- Passeio Com Johnny Guitar (1995)

### Com a productor
- Quem Espera por Sapatos de Defunto Morre Descalço (1971)
- O Amor das Três Romãs (1979)
- À Flor do Mar (1986)

### Com a actor
- Vai e Vem (2003)
- As Bodas de Deus (1999)
- Le Bassin de J.W. (1997)
- A Comédia de Deus (1995)
- O Bestiário ou o Cortejo de Orpheu (1995)
- Lettera Amorosa (1995)
- Passeio com Johnny Guitar (1995)
- Rosa Negra, de Margarida Gil (1992)
- Paroles, de Anne Benhaïem (1992)
- Conserva Acabada (1990)
- Recordações da Casa Amarela (1989)
- Relação Fiel e Verdadeira, de Margarida Gil (1989)
- Doc's Kingdom, de Robert Kramer (1987)
- À Flor do Mar (1986)
- A Estrangeira, de João Mário Grilo (1983)
- Amor de Perdição, de Manoel de Oliveira (1979)

## Llibres
- Corpo Submerso (ed. Autor, 1959)
- Morituri te Salutant (& etc, 1974)
- Le Bassin de John Wayne/As Bodas de Deus (& etc, 1998)
- Uma Semana Noutra Cidade (& etc, 1999)